# Chansons interlopes
Chansons interlopes est une compilation en double CD réalisée par l'historien Martin Pénet consacré aux chansons de la subculture interlope entre 1906 et 1966 qui se caractérisent par la confusion du genre ou de l'ambiguïté sexuelle.
Les deux disques comportent chacun 27 chansons et se nomment La Dérision et L'Ambiguïté.
Il est accompagné d'un livret de 48 pages expliquant l'histoire des chansons et des artistes ainsi que les choix de l'auteur.
Les chansons ont été faites à une époque où le mot homosexuel ne s'employait pas comme de nos jours notamment dans les chansons et joue sur l'ambiguïté, le sous entendu, les stéréotypes. C'est dans les années 1970 que des chanteurs comme Charles Aznavour vont employer explicitement le mot homosexuel dans leur chansons.

## Liste des titres
CD 1 : La Dérision
- Mister Pétale (Pierre Provence) 1965
- Le monsieur et le jeune homme (Juliette Gréco) 1963
- Ils en sont tous (Robert Rocca) 1953
- Le tsoin tsoin (O'dett) 1936 - travesti dans des cabarets de Pigalle[5]
- La destinée du petit marin (O'dett) 1936
- Travaillera rusticana (O'dett) 1936
- La Roustalamagna (O'dett) 1936
- Duo des dindons (parodie de l'opérette 'La mascotte') (Charpini et Brancato) 1933 - deux hommes qui reprennent les duos d’opérettes
- Je suis chanteur, je suis chanteuse… (parodie sur l'air de Je suis son père, je suis sa fille) (Charpini et Brancato) (document radio - 1944)
- Idylle (de l'opérette 'Chanson d'amour') (Charpini et Brancato) (document radio - 1944)
- Nous voici réunis… (parodie sur l'air de Quand on est deux amis) (Charpini et Brancato) 1953
- La parole (de l'opérette Mannequins) (Charpini et Brancato) 1953
- Il m'déroute (Christiane Néré) 1937
- La tapette en bois (Jacki) 1933
- Imprudentes (Georgius) 1933
- La crâneuse du Sébasto (Louis Fournier) 1931
- Ma marloupette (Sandrey) 1931
- La java des étourdis (Sandrey) 1930
- Titi... Toto... et Patata ! (Ouvrard) 1935
- Tango 'casernal'  (Ouvrard) 1931
- Henri, pourquoi n'aimes-tu pas les femmes ? (Dranem) 1929
- Le trou de mon quai (Dranem) 1928
- Le p'tit jeune homme (Charlotte Gaudet) 1912
- Si j'étais fille (Lyjo) 1928
- Chanson de l'armée allemande (Maurel et Vilbert) 1908
- Les petits soldats de Guillaume (M. Soubeyran) vers 1908
- Scandale teuton (Jean Péheu) 1908

CD 2 : L'Ambiguïté
- Cherchez la femme (Coccinelle) 1963
- Qu'on est bien (Bambi) 1958
- Qui me délivrera ? (Nicole Louvier) 1953
- Ni toi, ni moi (Mick Micheyl) 1952
- Chanson aphrodisiaque (Dany Dauberson) 1950
- M'amour (Colette Mars) 1950
- Mon secret (Suzy Solidor) 1938
- Le long des berges grises (La nuit) (Réda Caire) 1935
- Réveil matin (Jean Tranchant) 1939
- Ouvre... (Suzy Solidor) 1934
- Obsession (chaque femme je la veux) (Suzy Solidor) 1933
- Je veux cette nuit à moi (La Palma) 1933
- Tu sais... (Dora Stroëva) 1930
- Toute une histoire (Yvonne George) 1926
- La garçonne (Georgel) 1923
- Les filles, c'est des garçons (Gabaroche) 1928
- Si je devenais un homme (La Houppa) 1938
- Ah ! si j'étais fille (André Gabriello) 1933
- Elle ou lui (Charpini) 1930
- Si j'étais demoiselle (Adrien Lamy) 1928
- Si j'étais midinette (Louis Fournier)[6] 1927
- Je m'aime (Fournier) 1926
- Le petit rouquin du faubourg Saint-Martin (Fortugé) 1922
- C'était une fille (Maurice Chevalier) 1920
- Femme et z'homme (Nibor) 1920
- Les bégonias (Mayol) 1918
- Je ressemble à Mayol (Mayol) 1932

## Prolongement
En parallèle de ce projet, une série de spectacles ont été mis en scène avec une partie des chansons par Hervé Latapie.